# Mildred Sanders
Mildred E. Sanders, coniugata Bidwell (Chapmansboro, 23 marzo 1929 – Springfield, 16 dicembre 2024), è stata una cestista statunitense.

## Carriera
Vinse la medaglia d'oro con gli Stati Uniti ai Campionati del mondo del 1953, segnando 13 punti in 6 partite.